# تیلدا سوینتن
کاترین ماتیلدا سوینتن (انگلیسی: Katherine Matilda Swinton؛ زادهٔ ۵ نوامبر ۱۹۶۰) بازیگر بریتانیایی است. او در سینما پرکار بوده و برای بازی در فیلم‌های مستقل و فیلم‌های پرفروش معروف است. او دریافت‌کنندهٔ جوایز گوناگونی نظیر یک جایزهٔ اسکار و یک جایزهٔ آکادمی فیلم بریتانیا بوده‌است.
سوینتن حرفهٔ خود را در فیلم‌های تجربی به کارگردانی درک جارمن، با کاراواجو (۱۹۸۶) و سپس مرثیهٔ جنگ (۱۹۸۹) و باغ (۱۹۹۰) آغاز کرد. او برای به تصویر کشیدن نقش ایزابل فرانسه در ادوارد دوم (۱۹۹۱) برندهٔ جام ولپی بهترین بازیگر زن در جشنواره فیلم ونیز شد. او سپس در اورلاندو (۱۹۹۲) ساختهٔ سالی پاتر ایفای نقش کرد و نامزد دریافت جایزهٔ بهترین بازیگر نقش اول زن از جوایز فیلم اروپا شد.
سوینتن برای بازی در فیلم اعماق (۲۰۰۱) نامزد دریافت جایزهٔ گلدن گلوب شد. او برای نقش‌آفرینی در مایکل کلیتون (۲۰۰۷) جایزهٔ اسکار بهترین بازیگر نقش مکمل زن را دریافت کرد. او سپس در فیلم‌های آسمان وانیلی (۲۰۰۱)، اقتباس (۲۰۰۲)، کنستانتین (۲۰۰۵)، مایکل کلیتون (۲۰۰۷)، جولیا(۲۰۰۸) و من عشق هستم (۲۰۰۹) ظاهر شد. او برای فیلم مرد جوان (۲۰۰۳) برندهٔ جایزهٔ بهترین بازیگر زن آکادمی اسکاتلند بریتانیا شد. علاوه بر این، او برندهٔ جایزهٔ فیلم اروپا برای بهترین بازیگر زن شد و برای ایفای نقش در تریلر روان‌شناختی باید دربارهٔ کوین صحبت کنیم (۲۰۱۱) نامزد دریافت جایزهٔ بفتای بهترین بازیگر نقش اول زن شد. سوینتن همچنین به دلیل بازی در نقش جادوگر سفید در مجموعهٔ سرگذشت نارنیا (۲۰۰۵–۲۰۱۰) و انشنت وان در فرنچایز دنیای سینمایی مارول مشهور است.

## فیلم‌شناسی
| Films that have not yet been released | نشان‌دهندهٔ فیلم‌هایی است که هنوز اکران نشده‌اند |

| سال  | عنوان                             | نقش                                         |
| ---- | --------------------------------- | ------------------------------------------- |
| ۱۹۸۶ | کاراواجو                          | لنا                                         |
| ۱۹۸۷ | آریا                              | دختر جوان                                   |
| ۱۹۸۷ | آخرین انگلستان                    | د مید                                       |
| ۱۹۸۹ | مرثیه جنگ                         | پرستار                                      |
| ۱۹۹۰ | باغ                               | مدانا                                       |
| ۱۹۹۱ | ادوارد دوم                        | ایزابل فرانسه                               |
| ۱۹۹۲ | اورلاندو                          | اورلاندو                                    |
| ۱۹۹۳ | آبی                               | گوینده (صدا)                                |
| ۱۹۹۳ | ویتگنشتاین                        | بانو اوتولاین مورل                          |
| ۱۹۹۶ | انحرافات زن                       | اوا استفنز                                  |
| ۱۹۹۷ | باردار شدن آدا                    | آدا بایرون کینگ                             |
| ۱۹۹۹ | منطقه جنگی                        | مام                                         |
| ۲۰۰۰ | ساحل                              | سل                                          |
| ۲۰۰۱ | آسمان وانیلی                      | ربکا دیربورن                                |
| ۲۰۰۲ | اقتباس                            | والری توماس                                 |
| ۲۰۰۳ | مرد جوان                          | الا گالت                                    |
| ۲۰۰۵ | حضور غایب                         | اپراتور                                     |
| ۲۰۰۵ | گل‌های پرپر                        | پنی                                         |
| ۲۰۰۵ | کنستانتین                         | جبرئیل                                      |
| ۲۰۰۵ | شست‌خور                            | آدری کاب                                    |
| ۲۰۰۵ | سرگذشت نارنیا: شیر،کمد و جادوگر   | جادوگر سفید                                 |
| ۲۰۰۶ | استیفان دالی                      | لیدی کرین                                   |
| ۲۰۰۷ | بی چهره                           | گوینده (صدا)                                |
| ۲۰۰۷ | مردی از لندن                      | کاملیا                                      |
| ۲۰۰۷ | مایکل کلیتون                      | کارن کرودر                                  |
| ۲۰۰۷ | خوابگردها                         | ویولونیست                                   |
| ۲۰۰۷ | فرهنگ عجیب                        | هوپ کروتز                                   |
| ۲۰۰۸ | بخوان و بسوزان                    | کیتی کاکس                                   |
| ۲۰۰۸ | سرگذشت نارنیا: شاهزاده کاسپین     | جادوگر سفید                                 |
| ۲۰۰۸ | مورد عجیب بنجامین باتن            | الیزابت ابوت                                |
| ۲۰۰۸ | درک جارمن                         | گوینده (صدا)                                |
| ۲۰۰۸ | جولیا                             | جولیا                                       |
| ۲۰۰۹ | من عشق هستم                       | اما رچی                                     |
| ۲۰۰۹ | مرزهای کنترل                      | بلوند                                       |
| ۲۰۱۰ | سرگذشت نارنیا: سفر کشتی سپیده‌پیما | جادوگر سفید                                 |
| ۲۰۱۱ | جنویو به قایق‌سواری می‌رود          | گوینده (صدا)                                |
| ۲۰۱۱ | باید دربارهٔ کوین صحبت کنیم        | اوا خاچادوریان                              |
| ۲۰۱۲ | قلمرو طلوع ماه                    | خدمات اجتماعی                               |
| ۲۰۱۳ | تنها عاشقان زنده ماندند           | حوا                                         |
| ۲۰۱۳ | برف‌شکن                            | میسون                                       |
| ۲۰۱۳ | قضیه صفر                          | دکتر شرینک-رام                              |
| ۲۰۱۴ | هتل بزرگ بوداپست                  | مادام دی.                                   |
| ۲۰۱۵ | شیرجه                             | ماریان                                      |
| ۲۰۱۵ | فاجعه                             | دیانت                                       |
| ۲۰۱۶ | دکتر استرنج                       | انشنت وان                                   |
| ۲۰۱۶ | درود بر سزار!                     | تورا تاکر تسالی تاکر                        |
| ۲۰۱۷ | نامه‌هایی از بغداد                 | گرترود بل (صدا)                             |
| ۲۰۱۷ | اوکجا                             | لوسی میراندو/نانسی میراندو                  |
| ۲۰۱۷ | ماشین جنگ                         | سیاستمدار آلمانی                            |
| ۲۰۱۸ | جزیره سگ‌ها                        | اوراکل (صدا)                                |
| ۲۰۱۸ | سوسپیریا                          | مادام بلان/دکترجوزف کلمپرر/مادر هلنا مارکوس |
| ۲۰۱۹ | انتقام‌جویان: پایان بازی           | انشنت وان                                   |
| ۲۰۱۹ | مرده‌ها نمی‌میرند                   | زلدا وینستون                                |
| ۲۰۱۹ | زندگی شخصی دیوید کاپرفیلد         | بتسی تروتوود                                |
| ۲۰۱۹ | سوغات                             | روزالیند                                    |
| ۲۰۱۹ | جواهرات تراش‌نخورده                | ان (صدا)                                    |
| ۲۰۲۰ | آخرین و اولین مردان               | گوینده (صدا)                                |
| ۲۰۲۰ | صدای انسان                        | زن                                          |
| ۲۰۲۱ | سوغات قسمت دوم                    | روزالیند                                    |
| ۲۰۲۱ | گزارش فرانسوی                     | جی.کی. ال برنسن                             |
| ۲۰۲۱ | خاطرات                            | جسیکا هالند                                 |
| ۲۰۲۲ | سه هزار سال اشتیاق                |                                             |
| ۲۰۲۲ | پینوکیو                           | پری با موهای فیروزه‌ای (صدا)                 |
| ۲۰۲۲ | دختر ابدی                         | جولی/روزالیند                               |
| ۲۰۲۳ | استروید سیتی                      |                                             |
| ۲۰۲۳ | آدم‌کش                             |                                             |